# Robos-i ani-ya
Robos-i ani-ya (로봇이 아니야?, lett. "Non sono un robot"; titolo internazionale I'm Not a Robot) è una serie televisiva sudcoreana trasmessa su MBC dal 6 dicembre 2017 al 25 gennaio 2018.

## Trama
Kim Min-kyu vive una vita isolata a causa di una grave allergia alle persone: ogni volta che tocca la pelle di qualcuno, il suo corpo si ricopre rapidamente di eruzioni cutanee. Il professor Hong Baek-kyun sviluppa per Min-kyu un robot, Aji 3, da testare, dandogli le sembianze della propria ex, Jo Ji-ah. In seguito a un incidente che causa un malfunzionamento della batteria, però, la squadra di Baek-kyun recluta la vera Ji-ah per sostituire Aji 3 e fingersi un robot.

## Personaggi
- Kim Min-kyu, interpretato da Yoo Seung-ho
Il maggior azionista della più grande compagnia finanziaria del paese, possiede un quoziente intellettivo di 159 ed è allergico agli esseri umani.
- Jo Ji-ah/Aji 3, interpretata da Chae Soo-bin
Una giovane e appassionata imprenditrice con un'alta intelligenza emotiva e notevoli doti meccaniche grazie all'influenza del padre.
- Hong Baek-kyun, interpretato da Um Ki-joon
L'ex fidanzato di Ji-ah, è un geniale professore di robotica di fama mondiale e il creatore dell'androide Aji 3.
- "Pai" Angela Jin, interpretata da Park Se-wan
Membro del laboratorio Santa Maria.
- "Hoktal" Kang Dong-won, interpretato da Song Jae-ryong
Membro del laboratorio Santa Maria.
- "Ssanip" Eddie Park, interpretato da Kim Min-kyu
Membro del laboratorio Santa Maria.
- Hwang Yoo-chul, interpretato da Kang Ki-young
Il miglior amico di Min-kyu fin dall'infanzia e amministratore delegato della compagnia.
- Ye Ri-el, interpretata da Hwang Seung-eon
Amica d'infanzia di Min-kyu e suo primo amore.
- Hwang Do-won, interpretato da Son Byong-ho
Padre di Yoo-chul e presidente della compagnia.
- Ye Sung-tae, interpretato da Lee Byung-joon
Padre di Ri-el e uno dei fondatori della compagnia.
- Signor Yoon, interpretato da Lee Hae-young
Direttore amministrativo del KM Group.
- Dottor Oh, interpretato da Um Hyo-sup
Il medico curante di Min-kyu.
- Maggiordomo Sung, interpretato da Kim Ha-kyun
Il maggiordomo di Min-kyu.
- Jo Jin-bae, interpretato da Seo Dong-won
Il fratello maggiore di Ji-ah e capo della squadra di ricerca della KM Financial.
- Sun-hye, interpretata da Lee Min-ji
Amica di Ji-ah e proprietaria di un bar.
- Hong-ju, interpretata da Yoon So-mi
Amica di scuola di Ji-ah e moglie di Jin-bae.
- Jo Dong-hyun, interpretata da Lee Han-seo
Figlia di Jin-bae e Hong-ju.
- Miami, interpretato da Kim Ki-doo
- Alps, interpretato da Choi Dong-gu

## Ascolti
| Episodio | Data di trasmissione | Dati TNMS           | Dati TNMS                  | Dati AGB            | Dati AGB                   |
| Episodio | Data di trasmissione | A livello nazionale | Area metropolitana di Seul | A livello nazionale | Area metropolitana di Seul |
| -------- | -------------------- | ------------------- | -------------------------- | ------------------- | -------------------------- |
| 1        | 6 dicembre 2017      | 4,0%                | 4,4%                       | 4,1%                | 4,5%                       |
| 2        | 6 dicembre 2017      | 4,3%                | 5,1%                       | 4,5%                | 5,3%                       |
| 3        | 7 dicembre 2017      | 3,3%                | 3,9%                       | 3,0%                | 3,6%                       |
| 4        | 7 dicembre 2017      | 3,4%                | 4,0%                       | 3,1%                | 3,7%                       |
| 5        | 13 dicembre 2017     | 3,0%                | 3,4%                       | 2,8%                | 3,2%                       |
| 6        | 13 dicembre 2017     | 3,4%                | 3,7%                       | 3,1%                | 3,4%                       |
| 7        | 14 dicembre 2017     | 4,3%                | 5,1%                       | 2,9%                | 3,7%                       |
| 8        | 14 dicembre 2017     | 4,8%                | 5,5%                       | 3,4%                | 4,0%                       |
| 9        | 20 dicembre 2017     | 3,4%                | 4,1%                       | 2,6%                | 3,3%                       |
| 10       | 20 dicembre 2017     | 3,9%                | 4,5%                       | 3,3%                | 3,8%                       |
| 11       | 21 dicembre 2017     | 2,7%                | 3,1%                       | 2,6%                | 3,0%                       |
| 12       | 21 dicembre 2017     | 3,3%                | 4,2%                       | 3,2%                | 4,1%                       |
| 13       | 27 dicembre 2017     | 3,1%                | 3,2%                       | 2,4%                | 2,5%                       |
| 14       | 27 dicembre 2017     | 3,7%                | 3,9%                       | 2,7%                | 2,8%                       |
| 15       | 28 dicembre 2017     | 3,1%                | 3,7%                       | 2,8%                | 3,4%                       |
| 16       | 28 dicembre 2017     | 3,3%                | 3,8%                       | 3,1%                | 3,6%                       |
| 17       | 3 gennaio 2018       | 3,3%                | 3,4%                       | 3,3%                | 3,5%                       |
| 18       | 3 gennaio 2018       | 3,9%                | 4,2%                       | 3,6%                | 3,9%                       |
| 19       | 4 gennaio 2018       | 3,3%                | 3,9%                       | 2,5%                | 3,3%                       |
| 20       | 4 gennaio 2018       | 3,8%                | 4,0%                       | 3,5%                | 3,7%                       |
| 21       | 10 gennaio 2018      | 3,9%                | 4,5%                       | 3,0%                | 3,6%                       |
| 22       | 10 gennaio 2018      | 4,5%                | 4,8%                       | 4,0%                | 4,3%                       |
| 23       | 11 gennaio 2018      | 3,3%                | 3,8%                       | 2,9%                | 3,4%                       |
| 24       | 11 gennaio 2018      | 3,8%                | 4,0%                       | 3,9%                | 4,1%                       |
| 25       | 17 gennaio 2018      | 3,9%                | 4,4%                       | 3,0%                | 3,5%                       |
| 26       | 17 gennaio 2018      | 4,4%                | 4,8%                       | 3,6%                | 4,0%                       |
| 27       | 18 gennaio 2018      | 3,2%                | 4,1%                       | 2,5%                | 3,4%                       |
| 28       | 18 gennaio 2018      | 3,6%                | 4,3%                       | 3,2%                | 3,9%                       |
| 29       | 24 gennaio 2018      | 3,2%                | 3,5%                       | 3,9%                | 4,2%                       |
| 30       | 24 gennaio 2018      | 3,7%                | 3,9%                       | 4,3%                | 4,5%                       |
| 31       | 25 gennaio 2018      | 3,3%                | 3,6%                       | 3,1%                | 3,4%                       |
| 32       | 25 gennaio 2018      | 3,9%                | 4,1%                       | 3,4%                | 3,6%                       |
| Media    | Media                | 3,6%                | 3,9%                       | 3,2%                | 3,7%                       |

## Colonna sonora
CD 1
1. Something – Sung-hoon (Brown Eyed Soul)
2. Do You Know Me (날 알아줄까) – Stella Jang
3. The Words in My Heart (마음의 말) – Kim Yeon-ji
4. I Love With All My Heart (마음 다해 사랑하는 일) – Damsonegongbang
5. Here I Stand (여기 서 있어) – Juniel
6. Slow Down (천천히 할래) – Vincent Blue
7. Say For a Million Time (천 번을 말해도) – The Hidden
8. I'm Not a Robot (로봇이 아니야)
9. You're Not Alone (그리고 너는 혼자가 아니야)
10. The Most Precious Treasure (가장 소중한 보물)
11. The Person That The Robot Wanted to Be (그 로봇이 사람이길 바랬던 사람)
12. You're The Only One For Me (너는 나의 단 한사람)
13. Hi! Aji3 (하이! 아지3)
14. The President Is Going To Work (의장님 출근하십니다)
15. Allergy to Human (인간 알러지)
16. My Nose 2 Point! (마이너스 2점!)
17. Psycho Morning Star (싸이코계의 샛별)
18. Ridiculous Meeting (황당한 만남)
19. Rhapsody of 'Ex'-Boyfriend (‘구’남친 랩소디)
20. Are You There? (당신 거기에 있나요?)
21. The Words in My Heart (Inst.) (마음의 말 (Inst.))
22. I Love With All My Heart (Inst.) (마음 다해 사랑하는 일 (Inst.))

CD 2
1. A Mysterious Journey
2. A Child Who Craving for Love (사랑 받고 싶은 아이)
3. Santa Maria Research Institute (산타마리아 연구소)
4. Damn~ (뎀~	)
5. Alps and Miami (알프스와 마이애미)
6. Moldy Hong Baek-kyun (곰팡이 홍백균)
7. Inside the Castle, A Lonely Boy (성 안, 외로운 소년)
8. Friend Mode (친구 모드)
9. Lonely Girl In a Dream (꿈 속, 외로운 소녀)
10. I Love You, Master (사랑합니다, 주인님)
11. Uninvited Guest (몰래 온 손님)
12. That's.. (그게 그러니까..)
13. Strange Robot (이상한 로봇)
14. It's An Input Error (입력 오류입니다)
15. Perfect Data Analyst (데이터 완벽 분석)
16. Energi-a (에너지아)
17. Human Android (안드로이드 인간)
18. Twisted Relationship (뒤틀린 관계)
19. Between Human and Human (사람과 사람사이)
20. Childhood Father (어릴적 아버지)
21. Madam x (마담x)
22. The Moment I Want to Forget (잊고 싶었던 순간)
23. 36.5 Degree's heat (36.5도의 온기)
24. Our Time (우리의 시간)
25. Friendship and Power (우정과 권력)
26. Reset (리셋)
27. Revolution Inside Me (내 안의 혁명)
28. Slow Down (Inst.) (천천히 할래 (Inst.))
29. Here I Stand (Inst.) (마음 다해 사랑하는 일 (Inst.))